# Strange Gamble
Strange Gamble è un film del 1948 diretto da George Archainbaud.
È un western statunitense con William Boyd, Andy Clyde e Rand Brooks. Fa parte della serie di film western incentrati sul personaggio di Hopalong Cassidy (interpretato da Boyd) creato nel 1904 dallo scrittore Clarence E. Mulford.

## Produzione
Il film, diretto da George Archainbaud su una sceneggiatura di Doris Schroeder, Bennett Cohen e Ande Lamb, fu prodotto da Lewis J. Rachmil tramite la Hopalong Cassidy Productions e girato nelle Alabama Hills e nell'Anchor Ranch a Lone Pine, California, dal 27 agosto all'inizio di settembre 1947.

## Distribuzione
Il film fu distribuito negli Stati Uniti dall'8 ottobre 1948 al cinema dalla United Artists.
Altre distribuzioni:
- in Brasile (Galope Selvagem)
- negli Stati Uniti (The Fighting Texan)